# Umučení Krista (soundtrack)
Umučení Krista je soundtrack ke stejnojmennému filmu z roku 2004. Soundtrack vytvořil umělec John Debney a skladby vydalo hudební vydavatelství Sony.
Album bylo nominováno na Academy Award for Best Original Score.

## Seznam skladeb
V závorce najdete orientační překlad.
1. "The Olive Garden" (Getsemanská zahrada)
2. "Bearing the Cross"
3. "Jesus Arrested" (Ježíš zatčen)
4. "Peter Denies Jesus" (Petr zrazuje Ježíše)
5. "The Stoning"
6. "Song of Complain" (song nářku)
7. "Simon is Dismissed"
8. "Flagellation / Dark Choir / Disciples"
9. "Mary Goes To Jesus" (Maria jde k Ježíši)
10. "Peaceful But Primitive / Procession"
11. "Crucifixion" (ukřižování)
12. "Raising The Cross"
13. "It Is Done" (dokonáno jest)
14. "Jesus Is Carried Down" (Ježíš je sňat)
15. "Resurrection" (vzkříšení)